# Gonomyia senaria
Gonomyia senaria är en tvåvingeart som beskrevs av Alexander 1943. Gonomyia senaria ingår i släktet Gonomyia och familjen småharkrankar. Inga underarter finns listade i Catalogue of Life.